# Centris hyptidis
Centris hyptidis är en biart som beskrevs av Adolpho Ducke 1908. Centris hyptidis ingår i släktet Centris och familjen långtungebin. Inga underarter finns listade.